# Gateley
Gateley is een civil parish in het bestuurlijke gebied Breckland, in het Engelse graafschap Norfolk met 65 inwoners.

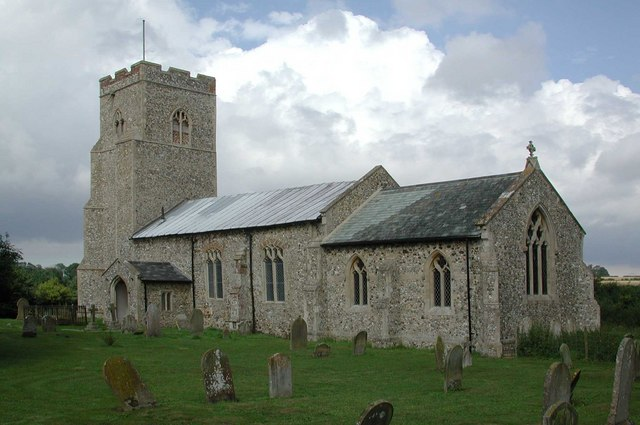
Kerk van St. Helena